# Munkzwalm
Munkzwalm (anciennement aussi Munckzwalm) est une section de la commune belge de Zwalin (en néerlandais : Zwalm) située en Région flamande dans la province de Flandre-Orientale. C'était une commune à part entière avant la fusion des communes de 1977.

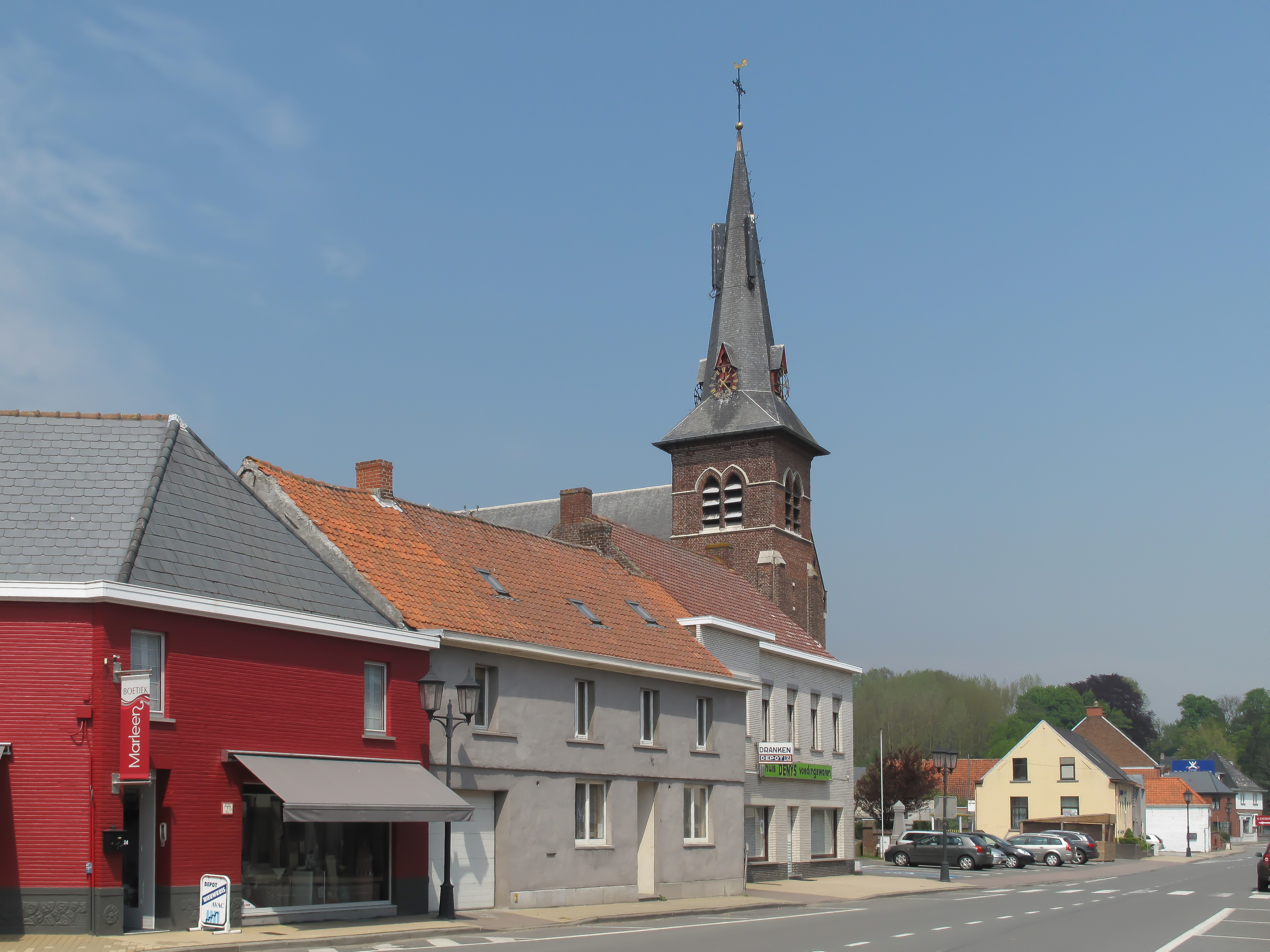
Munkzwalm, église: de parochiekerk Sint Mattheus

## Démographie

### Évolution démographique
- Sources : INS, Rem. : 1831 jusqu'en 1970 = recensements[2].

## Tourisme
Le sentier de grande randonnée 122 traverse le territoire de la localité.